# Tunica lui Nessus

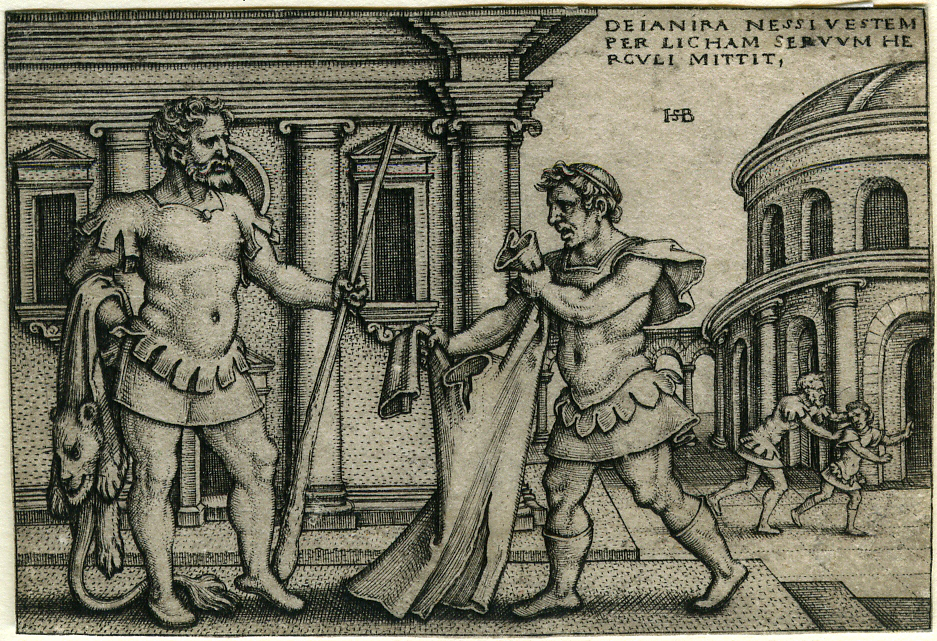
Lichas aducându-i lui Heracles tunica lui Nessus, gravură de Hans Sebald Beham.

În mitologia greacă, Tunica lui Nessus, Cămașa lui Nessus, sau Mantia lui Nessus, era o tunică otrăvită care l-a ucis pe Heracles. Tunica respectivă („chiton”, în greacă veche χιτών, khitōn), unsă cu sângele otrăvit al centaurului Nessus, i-a fost trimisă lui Heracles de către naiva Deianira, soția sa. Acest veșmânt, odată îmbrăcat, s-a lipit de trupul eroului și l-a făcut să treacă prin chinuri groaznice. În zadar s-a luptat Heracles cu disperare să scape de cămașa ucigătoare, odată cu ea smulgându-și de pe trup fâșii de carne, iar flăcările produse de aceasta ajungându-i până la oase. Simțindu-și sfârșitul aproape, Heracles și-a înalțat singur un rug funerar, pregătindu-se astfel pentru moartea sa apropiată.
Metaforic, tunica lui Nessus ea reprezintă „o sursă de ghinion/nenorocire din care nu este nicio cale de scăpare, un cadou fatal”, sau „o influență distructivă sau ispășitoare”, sau „o pasiune mistuitoare de care omul nu se poate descătușa”.

## În literatură

### William Shakespeare
În actul 4, scena 12, din piesa lui Shakespeare, Antoniu și Cleopatra, Antoniu este furios după ce a pierdut bătălia de la Actium și exclamă „Cămașa lui Nessus este pe mine”.

### Alexandre Dumas
În romanul lui Alexandre Dumas, Contele de Monte Cristo după ce Benedetto dezvăluie la tribunal că procurorul-șef Villefort era tatăl său ilegitim, acesta (Villefort) renunță la funcția sa și își scoate cămașa deoarece era o povară și o tortură pentru el, folosind „Cămașa lui Nessus” ca pe o metaforă.

### T.S. Eliot
În secțiunea a IV-a din poemul sau "Little Gidding",ultimul poem din "Four Quartets",Eliot face aluzie la mitul lui Nessus si la "Cămașa de foc" a lui Hercule,in versurile sale : 
...Iubirea este un nume nefamiliar
In spatele mainilor care impleteau
Intolerabila cămașa de foc
Pe care puterea umana nu o poate elimina...
Sau,varianta originala : 
... Love is the unfamiliar Name
Behind the hands that wove
The intolerable shirt of flame
Which human power cannot remove.
...

### John Barth
{{ortografie|date=octombrie 2013
Cămașa lui Nessus(1952) este de asemenea titlul tezei maestrului nuvelist american ,John Barth.Scrisă pentru programul "Writing Seminars" la Johns Hopkins University,la care mai tarziu,Barth insuși a adăugat,"Cămașa lui Nessus nu este o teza,ci mai mult un fel de nuvelă sau roman.Poate fi considerat prima lucrare fictională al lui Barth,și este posibil să ramana cea mai cunoscută,Barth,spre deosebire de alti autori,a dezvăluit că este rușinat de primele sale opere nepublicate,in acest caz,operele dinaintea "The Floating Opera".Cămașa lui Nessus este intalnită,foarte putin in ambele colectii nonfictionale ale lui Barth : The Friday Book siFurther Fridays,dar continutul ei este putin cunoscut.Singurele copii care nu erau ținute de catre autor au fost păstrate in libraria scolii Johns Hopkins si in departamentul de copii ale tezelor de la Writing Seminars,dar anchete recente conduse de fani devotații ai lui Barth au aratat faptul ca, copiile ținute de Writing Seminars la Johns Hopkins au disparut in mijlocul aniilor 1960,in timp ce altele au fost "luate" misterios de către divisia de colectii speciale ale scolii.In opinia unor membri JHU notabili,care au vorbit ocazional cu Barth,arată că el ar fi fost cel care a planuit toate aceste disparitii.In timp ce astea raman doar speculatii,cand divizia de colectii speciale l-au anuntat pe Barth in 2002(când volumele au fost date pentru prima data dispărute),Barth a spus ca el "nu era întru totul nefericit de faptul că biblioteca a pierdut o copie".

### Mihail Sadoveanu
Mihail Sadoveanu, în capitolul al XXVII-lea din romanul istoric Zodia Cancerului sau vremea Ducăi-Vodă, folosește ideea de cămașă a lui Nessus ca metaforă a suferinței din iubire pentru domnița Catrina de care Alecu Ruset se îndrăgostise.

### Mihai Eminescu
Mihai Eminescu, în opera sa lirică „Odă (în metru antic)”, menționează cămașaa lui Nessus în strofa:
Jalnic ard de viu chinuit ca Nessus,
Ori ca Hercul înveninat de haina-i;
Focul meu a-l stinge nu pot cu toate
Apele mării.

### Nicolae I. Petricec
Poetul Nicolae Ioan Petricec, în poezia dedicată lui Nicu Remețean, „Pădure rănită”, menționează, în mod direct, legenda cămășii lui Nessus:
Mai îmbracă din durere, ca și Nessus, o cămașă,
Renegatul din clepsidră, hăituit de-un colț de lup.
Când mi-atinge, buza arsă, sabia, ce-o știu vrăjmașă,
Simt, odăjiile cărnii, cum se-aprind și-mi ard pe trup.